# UEFA Champions League 2011-2012 (fase a eliminazione diretta)
Questa voce raccoglie un approfondimento sulle gare della fase ad eliminazione diretta dell'edizione 2011-2012 della UEFA Champions League.

## Tabellone
|  | Ottavi di finale          | Ottavi di finale | Ottavi di finale | Ottavi di finale |       |                     | Quarti di finale | Quarti di finale | Quarti di finale | Quarti di finale |  |                     | Semifinali | Semifinali | Semifinali | Semifinali |               |       | Finale | Finale |
|  |                           |                  |                  |                  |       |                     |                  |                  |                  |                  |  |                     |            |            |            |            |               |       |        |        |
|  | Olympique Marsiglia (gfc) | 1                | 1                | 2                |       |                     |                  |                  |                  |                  |  |                     |            |            |            |            |               |       |        |        |
|  | Inter                     | 0                | 2                | 2                |       |                     |                  |                  |                  |                  |  |                     |            |            |            |            |               |       |        |        |
|  | Inter                     | 0                | 2                | 2                |       | Olympique Marsiglia | 0                | 0                | 0                |                  |  |                     |            |            |            |            |               |       |        |        |
|  |                           |                  |                  |                  |       | Olympique Marsiglia | 0                | 0                | 0                |                  |  |                     |            |            |            |            |               |       |        |        |
|  |                           | Bayern Monaco    | 2                | 2                | 4     |                     |                  |                  |                  |                  |  |                     |            |            |            |            |               |       |        |        |
|  | Basilea                   | Bayern Monaco    | 2                | 2                | 4     | 1                   | 0                | 1                |                  |                  |  |                     |            |            |            |            |               |       |        |        |
|  | Basilea                   |                  |                  |                  |       | 1                   | 0                | 1                |                  |                  |  |                     |            |            |            |            |               |       |        |        |
|  | Bayern Monaco             | 0                | 7                | 7                |       |                     |                  |                  |                  |                  |  |                     |            |            |            |            |               |       |        |        |
|  | Bayern Monaco             | 0                | 7                | 7                |       |                     |                  |                  |                  |                  |  | Bayern Monaco (dcr) | 2          | 1          | 3 (3)      |            |               |       |        |        |
|  |                           |                  |                  |                  |       |                     |                  |                  |                  |                  |  | Bayern Monaco (dcr) | 2          | 1          | 3 (3)      |            |               |       |        |        |
|  |                           | Real Madrid      | 1                | 2                | 3 (1) |                     |                  |                  |                  |                  |  |                     |            |            |            |            |               |       |        |        |
|  | Olympique Lione           | Real Madrid      | 1                | 2                | 3 (1) | 1                   | 0                | 1 (3)            |                  |                  |  |                     |            |            |            |            |               |       |        |        |
|  | Olympique Lione           |                  |                  |                  |       | 1                   | 0                | 1 (3)            |                  |                  |  |                     |            |            |            |            |               |       |        |        |
|  | APOEL (dcr)               | 0                | 1                | 1 (4)            |       |                     |                  |                  |                  |                  |  |                     |            |            |            |            |               |       |        |        |
|  | APOEL (dcr)               | 0                | 1                | 1 (4)            |       | APOEL               | 0                | 2                | 2                |                  |  |                     |            |            |            |            |               |       |        |        |
|  |                           |                  |                  |                  |       | APOEL               | 0                | 2                | 2                |                  |  |                     |            |            |            |            |               |       |        |        |
|  |                           | Real Madrid      | 3                | 5                | 8     |                     |                  |                  |                  |                  |  |                     |            |            |            |            |               |       |        |        |
|  | CSKA Mosca                | Real Madrid      | 3                | 5                | 8     | 1                   | 1                | 2                |                  |                  |  |                     |            |            |            |            |               |       |        |        |
|  | CSKA Mosca                |                  |                  |                  |       | 1                   | 1                | 2                |                  |                  |  |                     |            |            |            |            |               |       |        |        |
|  | Real Madrid               | 1                | 4                | 5                |       |                     |                  |                  |                  |                  |  |                     |            |            |            |            |               |       |        |        |
|  | Real Madrid               | 1                | 4                | 5                |       |                     |                  |                  |                  |                  |  |                     |            |            |            |            | Bayern Monaco | 1 (3) |        |        |
|  |                           |                  |                  |                  |       |                     |                  |                  |                  |                  |  |                     |            |            |            |            |               | 1 (3) |        |        |
|  |                           | Chelsea (dcr)    | 1 (4)            |                  |       |                     |                  |                  |                  |                  |  |                     |            |            |            |            |               |       |        |        |
|  | Zenit San Pietroburgo     | Chelsea (dcr)    | 1 (4)            | 3                | 0     | 3                   |                  |                  |                  |                  |  |                     |            |            |            |            |               |       |        |        |
|  | Zenit San Pietroburgo     |                  |                  | 3                | 0     | 3                   |                  |                  |                  |                  |  |                     |            |            |            |            |               |       |        |        |
|  | Benfica                   | 2                | 2                | 4                |       |                     |                  |                  |                  |                  |  |                     |            |            |            |            |               |       |        |        |
|  | Benfica                   | 2                | 2                | 4                |       | Benfica             | 0                | 1                | 1                |                  |  |                     |            |            |            |            |               |       |        |        |
|  |                           |                  |                  |                  |       | Benfica             | 0                | 1                | 1                |                  |  |                     |            |            |            |            |               |       |        |        |
|  |                           | Chelsea          | 1                | 2                | 3     |                     |                  |                  |                  |                  |  |                     |            |            |            |            |               |       |        |        |
|  | Napoli                    | Chelsea          | 1                | 2                | 3     | 3                   | 1                | 4                |                  |                  |  |                     |            |            |            |            |               |       |        |        |
|  | Napoli                    |                  |                  |                  |       | 3                   | 1                | 4                |                  |                  |  |                     |            |            |            |            |               |       |        |        |
|  | Chelsea (dts)             | 1                | 4                | 5                |       |                     |                  |                  |                  |                  |  |                     |            |            |            |            |               |       |        |        |
|  | Chelsea (dts)             | 1                | 4                | 5                |       |                     |                  |                  |                  |                  |  | Chelsea             | 1          | 2          | 3          |            |               |       |        |        |
|  |                           |                  |                  |                  |       |                     |                  |                  |                  |                  |  | Chelsea             | 1          | 2          | 3          |            |               |       |        |        |
|  |                           | Barcellona       | 0                | 2                | 2     |                     |                  |                  |                  |                  |  |                     |            |            |            |            |               |       |        |        |
|  | Milan                     | Barcellona       | 0                | 2                | 2     | 4                   | 0                | 4                |                  |                  |  |                     |            |            |            |            |               |       |        |        |
|  | Milan                     |                  |                  |                  |       | 4                   | 0                | 4                |                  |                  |  |                     |            |            |            |            |               |       |        |        |
|  | Arsenal                   | 0                | 3                | 3                |       |                     |                  |                  |                  |                  |  |                     |            |            |            |            |               |       |        |        |
|  | Arsenal                   | 0                | 3                | 3                |       | Milan               | 0                | 1                | 1                |                  |  |                     |            |            |            |            |               |       |        |        |
|  |                           |                  |                  |                  |       | Milan               | 0                | 1                | 1                |                  |  |                     |            |            |            |            |               |       |        |        |
|  |                           | Barcellona       | 0                | 3                | 3     |                     |                  |                  |                  |                  |  |                     |            |            |            |            |               |       |        |        |
|  | Bayer Leverkusen          | Barcellona       | 0                | 3                | 3     | 1                   | 1                | 2                |                  |                  |  |                     |            |            |            |            |               |       |        |        |
|  | Bayer Leverkusen          |                  |                  |                  |       | 1                   | 1                | 2                |                  |                  |  |                     |            |            |            |            |               |       |        |        |
|  | Barcellona                | 3                | 7                | 10               |       |                     |                  |                  |                  |                  |  |                     |            |            |            |            |               |       |        |        |

## Ottavi di finale

### Sorteggio
Ogni squadra arrivata prima nel proprio gruppo gioca contro una squadra arrivata seconda e viceversa, inoltre non si possono affrontare squadre della stessa nazione o provenienti dallo stesso gruppo.
Tali accoppiamenti sono stati sorteggiati con il seguente esito:
1. Olympique Lione - APOEL
2. Bayer Leverkusen - Barcellona
3. Zenit San Pietroburgo - Benfica
4. Milan - Arsenal
5. CSKA Mosca - Real Madrid
6. Napoli - Chelsea
7. Olympique Marsiglia - Inter
8. Basilea - Bayern Monaco

### Riassunto delle partite
Allo Stade de Gerland, l'Olympique Lione batte l'APOEL, all'esordio nella fase ad eliminazione diretta della competizione, per 1-0 con rete di Lacazette al 58', sfiorando diverse volte il raddoppio. Nella gara di ritorno allo stadio Neo GSP, i ciprioti prevalgono tuttavia col medesimo risultato grazie alla rete di Manduca al 9', che dilunga quindi il confronto ai tempi supplementari sull'aggregato totale di 1-1. Nonostante la successiva espulsione dello stesso attaccante brasiliano a sfavore dei padroni di casa per doppia ammonizione, i francesi non riescono a perforare la difesa avversaria, rendendo necessari i tiri di rigore per stabilire il vincitore. Dal dischetto, i ciprioti sono impeccabili e si impongono per 4-3 in virtù degli errori transalpini di Lacazette e Bastos, le cui rispettive conclusioni vengono neutralizzate dal portiere Chiōtīs, che consentono appunto all'APOEL di passare il turno e di diventare la prima squadra cipriota a raggiungere i quarti di finale della manifestazione.
Alla BayArena, i campioni in carica del Barcellona passano in vantaggio contro il Bayer Leverkusen al 41' con rete di Sánchez, venendo poi raggiunti dal gol di Kadlec al 52'. Gli spagnoli segnano tuttavia altre due volte, prima con Sánchez al 55', che firma la doppietta personale, e poi con Messi all'88', sancendo il 3-1 finale e mettendo una seria ipoteca sulla qualificazione. Nella partita di ritorno al Camp Nou, i catalani travolgono i tedeschi con un roboante 7-1 in virtù della cinquina di Messi, il quale diventa il primo calciatore a mettere a referto cinque reti in un'unica gara del torneo, e della doppietta di Tello, mentre è di Bellarabi l'unica marcatura ospite. Tale risultato permette dunque al Barcellona di passare al turno successivo con un largo punteggio totale di 10-2 nel doppio confronto.
Allo stadio Petrovskij, lo Zenit San Pietroburgo vince contro il Benfica per 3-2: gli ospiti passano avanti con Maxi Pereira al 20', ma i padroni di casa rispondono con il gol di Širokov sette minuti dopo. Nella ripresa, i russi segnano con un colpo di tacco di Semak al 71', cui segue la rete del nuovo pareggio da parte dei portoghesi con Cardozo all'87', ma un minuto dopo Širokov trova la doppietta personale che consente ai suoi di prevalere. Nel match di ritorno allo stadio da Luz, i lusitani si impongono per 2-0 sui russi grazie alle marcature di Maxi Pereira in chiusura di primo tempo e di Nélson Oliveira in pieno recupero del secondo, permettendo così al Benfica di rimontare il risultato dell'andata e di accedere ai quarti di finale sull'aggregato complessivo di 4-3 nella doppia sfida.
Allo stadio San Siro, il Milan sconfigge l'Arsenal con un perentorio 4-0: ad aprire le marcature è Boateng al 15', seguito dalla doppietta di Robinho e dal gol di Ibrahimović su calcio di rigore al 79', concesso dall'arbitro Kassai per un intervento scomposto di Djourou ai danni dello stesso attaccante svedese, chiudendo anticipatamente il discorso qualificazione. Nella gara di ritorno all'Emirates Stadium, gli inglesi sfiorano l'impresa, vincendo per 3-0 grazie alle reti di Koscielny, Rosický e van Persie, quest'ultimo a segno su calcio di rigore, ma sono tuttavia gli italiani a passare il turno sul risultato complessivo di 4-3 nel doppio confronto.
Al Lužniki, il CSKA Mosca e il Real Madrid pareggiano per 1-1: al gol iniziale di Cristiano Ronaldo per gli ospiti al 28' risponde la rete in extremis di Wernbloom al 93' per i padroni di casa. Nella partita di ritorno al Bernabéu, gli spagnoli passano avanti al 26' con Higuaín, per poi segnare altre due volte con Ronaldo al 55' e con Benzema al 70'. I russi accorciano le distanze con il gol di Tošić al 77', ma in pieno recupero Ronaldo firma la doppietta personale che fissa il punteggio sul 4-1 finale e consente appunto ai madridisti di accedere al turno seguente sull'aggregato totale di 5-2 nella doppia sfida.
Al San Paolo, il Napoli batte il Chelsea per 3-1: gli ospiti colpiscono per primi con Mata, però i padroni di casa rimontano lo svantaggio con la doppietta di Lavezzi e la rete di Cavani, ottenendo un grande slancio in vista della seconda gara. Nel match di ritorno allo Stamford Bridge, gli inglesi passano avanti con Drogba al 28', per poi trovare anche il gol del raddoppio con Terry al 47' sugli sviluppi di un calcio d'angolo, ma gli italiani accorciano le distanze con un gran destro in controbalzo di Inler al 55', riportando dallo loro parte il discorso qualificazione. I londinesi tuttavia segnano nuovamente al 76' con Lampard su calcio di rigore, concesso dall'arbitro Brych per un tocco di mano di Dossena in mischia su calcio d'angolo, dilungando quindi il confronto ai tempi supplementari sul risultato complessivo di 4-4. Nei due tempi addizionali è il Chelsea a spuntarla in virtù della marcatura di Ivanović al 105', che fissa il punteggio sul 4-1 e permette appunto agli inglesi di passare il turno sull'aggregato totale di 5-4.
Al Vélodrome, l'Olympique Marsiglia supera l'Inter per 1-0 con un gol in extremis di Ayew, che al 93' insacca in rete sugli sviluppi di un calcio d'angolo. Nella gara di ritorno al Meazza, gli italiani passano avanti al 75' con Milito, ma di nuovo in pieno recupero i francesi trovano la rete con Brandão al 92', che spegne definitivamente le speranze di qualificazione dei milanesi, nonostante questi ultimi segnino il gol vittoria del 2-1 al 96' con un calcio di rigore di Pazzini, concesso dall'arbitro Proença per un intervento da espulsione del portiere Mandanda ai danni dello stesso attaccante italiano. L'Olympique Marsiglia accede dunque ai quarti di finale dopo diciannove anni dall'ultima volta grazie alla regola dei gol in trasferta sul risultato complessivo di 2-2.
Al St. Jakob-Park, il Basilea si impone a sorpresa sul Bayern Monaco per 1-0 con rete di Stocker all'86', arrivando anche a colpire un palo e una traversa in precedenza. Nella partita di ritorno all'Allianz Arena, i tedeschi travolgono tuttavia gli svizzeri con un roboante 7-0 grazie al gol di Müller, alla doppietta di Robben e al poker di Gómez, con quest'ultimo che raggiunge il record di quattro marcature messe a segno più velocemente in un'unica gara della manifestazione (eguagliando il croato Pršo con ventitré minuti passati tra il primo e l'ultimo gol), oltre che diventare l'ottavo giocatore a realizzare quattro reti in un unico match del torneo. Il Bayern Monaco passa quindi al turno successivo con un aggregato totale di 7-1 nella doppia sfida.

#### Andata
| Arbitro: | Tagliavento |

|               |           |  |
| Lacazette 58’ | Marcatori |  |

| Arbitro: | Thomson |

|            |           |                            |
| Kadlec 52’ | Marcatori | 41’, 55’ Sánchez 88’ Messi |

| Arbitro: | Eriksson |

|                            |           |                                    |
| Širokov 27’, 88’ Semak 71’ | Marcatori | 20’ Maxi Pereira 87’ Óscar Cardozo |

| Arbitro: | Kassai |

|                                                     |           |  |
| Boateng 15’ Robinho 38’, 49’ Ibrahimović 79’ (rig.) | Marcatori |  |

| Arbitro: | Kuipers |

|                 |           |                       |
| Wernbloom 90+3’ | Marcatori | 28’ Cristiano Ronaldo |

| Arbitro: | Velasco Carballo |

|                               |           |          |
| Lavezzi 38’, 65’ Cavani 45+2’ | Marcatori | 27’ Mata |

| Arbitro: | Çakır |

|               |           |  |
| A. Ayew 90+3’ | Marcatori |  |

| Arbitro: | Rizzoli |

|             |           |  |
| Stocker 86’ | Marcatori |  |

#### Ritorno
| Arbitro: | Webb |

|                                          |           |  |
| Maxi Pereira 45+1’ Nélson Oliveira 90+3’ | Marcatori |  |

| Arbitro: | Skomina |

|                                                |           |  |
| Koscielny 7’ Rosický 26’ van Persie 43’ (rig.) | Marcatori |  |

| Arbitro: | Undiano Mallenco |

|                                          |                      |                                                 |
| Manduca 9’                               | Marcatori            |                                                 |
| Aílton Nuno Morais Alexandrou Tričkovski | Tiri di rigore 4 – 3 | Källström Lisandro López Gomis Lacazette Bastos |

| Arbitro: | Oddvar Moen |

|                                              |           |                 |
| Messi 25’, 42’, 49’, 58’, 84’ Tello 55’, 62’ | Marcatori | 90+1’ Bellarabi |

| Arbitro: | Proença |

|                                 |           |               |
| Milito 75’ Pazzini 90+6’ (rig.) | Marcatori | 90+2’ Brandão |

| Arbitro: | Clattenburg |

|                                                     |           |  |
| Robben 11’, 81’ Müller 42’ Gómez 44’, 50’, 61’, 67’ | Marcatori |  |

| Arbitro: | Brych |

|                                                       |           |           |
| Drogba 28’ Terry 47’ Lampard 75’ (rig.) Ivanović 105’ | Marcatori | 55’ Inler |

| Arbitro: | Lannoy |

|                                                      |           |           |
| Higuaín 26’ Cristiano Ronaldo 55’, 90+4’ Benzema 70’ | Marcatori | 77’ Tošić |

#### Tabella riassuntiva
| Squadra 1        | Totale          | Squadra 2     | Andata | Ritorno     |
| ---------------- | --------------- | ------------- | ------ | ----------- |
| O. Lione         | 1 - 1 (3-4 dcr) | APOEL         | 1 - 0  | 0 - 1 (dts) |
| Napoli           | 4 - 5           | Chelsea       | 3 - 1  | 1 - 4 (dts) |
| Milan            | 4 - 3           | Arsenal       | 4 - 0  | 0 - 3       |
| Basilea          | 1 - 7           | Bayern Monaco | 1 - 0  | 0 - 7       |
| Bayer Leverkusen | 2 - 10          | Barcellona    | 1 - 3  | 1 - 7       |
| CSKA Mosca       | 2 - 5           | Real Madrid   | 1 - 1  | 1 - 4       |
| Zenit            | 3 - 4           | Benfica       | 3 - 2  | 0 - 2       |
| O. Marsiglia     | 2 - 2 (gfc)     | Inter         | 1 - 0  | 1 - 2       |

## Sorteggio dei quarti di finale, delle semifinali e della finale
L'esito del sorteggio (senza limitazioni) degli accoppiamenti per i quarti di finale e le semifinali e dell'ordine di abbinamento della finale è stato il seguente:
1. APOEL - Real Madrid
2. Olympique Marsiglia - Bayern Monaco
3. Benfica - Chelsea
4. Milan - Barcellona

## Quarti di finale

### Riassunto delle partite
Allo stadio Neo GSP, il Real Madrid batte l'APOEL per 3-0 con doppietta di Benzema e rete di Kaká, tutte avvenute negli ultimi quindici minuti del secondo tempo, ipotecando prematuramente la qualificazione. Nella gara di ritorno al Bernabéu, gli spagnoli prevalgono nuovamente sui ciprioti con un netto 5-2 grazie alla doppietta di Cristiano Ronaldo e alle marcature di Kaká, Callejón e Di María, che fanno appunto da contraltare ai gol avversari di Manduca e Solari, quest'ultimo a segno su calcio di rigore, concesso dall'arbitro Rocchi per un fallo di Altıntop ai danni di Adorno. I madridisti accedono dunque alla semifinale con un risultato complessivo di 8-2 nel doppio confronto.
Allo stadio da Luz, il Chelsea espugna il campo del Benfica per 1-0 con rete di Kalou al 75', ottenendo un gran vantaggio in vista del secondo incontro. Nella partita di ritorno allo Stamford Bridge, gli inglesi si impongono di nuovo sui portoghesi per 2-1 con il gol di Lampard su calcio di rigore al 21', concesso dall'arbitro Skomina per un intervento scomposto di Javi García ai danni di Ashley Cole, e la rete in pieno recupero di Meireles al 92', intervallate dall'inutile marcatura dello stesso Javi García all'85' sugli sviluppi di un calcio d'angolo. Il Chelsea raggiunge così la semifinale del torneo sull'aggregato totale di 3-1 nella doppia sfida.
Al Vélodrome, il Bayern Monaco supera l'Olympique Marsiglia per 2-0 grazie alle reti di Gómez al 44' e di Robben al 69', mettendo una seria ipoteca alla qualificazione. Nel match di ritorno all'Allianz Arena, i tedeschi vincono ancora contro i francesi col medesimo punteggio dell'andata in virtù della doppietta di Olić, che permette così ai bavaresi di passare in semifinale con un risultato complessivo di 4-0 nel doppio confronto.
Allo stadio San Siro, il Milan blocca sullo 0-0 i campioni in carica del Barcellona, già affrontati nella fase a gironi, giocando una gran partita di contenimento difensivo e tenendo così aperto il discorso qualificazione. Nella gara di ritorno al Camp Nou, gli spagnoli passano avanti all'11' con il gol di Messi su calcio di rigore, concesso dall'arbitro Kuipers per un fallo di Antonini sullo stesso attaccante argentino, ma gli italiani pervengono al pareggio con Nocerino al 32', che porta momentaneamente il passaggio del turno dalla loro parte. Al 41', i padroni di casa tornano tuttavia in vantaggio con un'altra rete di Messi su calcio di rigore, fischiato dall'arbitro olandese per una trattenuta di Nesta ai danni di Busquets, cui segue anche la marcatura del definitivo 3-1 ad opera di Iniesta al 53'. Tale risultato consente appunto ai catalani di agguantare la semifinale della competizione per la quinta volta consecutiva sull'aggregato totale di 3-1 nella doppia sfida.

#### Andata
| Arbitro: | Brych |

|  |           |                           |
|  | Marcatori | 74’, 90’ Benzema 82’ Kaká |

| Arbitro: | Tagliavento |

|  |           |           |
|  | Marcatori | 75’ Kalou |

| Arbitro: | Velasco Carballo |

|  |           |                      |
|  | Marcatori | 44’ Gómez 69’ Robben |

| Milano 28 marzo 2012, ore 20:45 CEST | Milan    | 0 – 0 referto | Barcellona | Stadio Giuseppe Meazza (76 169 spett.)\| Arbitro: \| Eriksson \| |
| Arbitro:                             | Eriksson |               |            |                                                                  |

#### Ritorno
| Arbitro: | Kuipers |

|                                          |           |              |
| Messi 11’ (rig.), 41’ (rig.) Iniesta 53’ | Marcatori | 32’ Nocerino |

| Arbitro: | Oddvar Moen |

|               |           |  |
| Olić 13’, 37’ | Marcatori |  |

| Arbitro: | Skomina |

|                                        |           |                 |
| Lampard 21’ (rig.) Raul Meireles 90+2’ | Marcatori | 85’ Javi García |

| Arbitro: | Rocchi |

|                                                                    |           |                               |
| Cristiano Ronaldo 26’, 75’ Kaká 37’ José Callejón 80’ Di María 84’ | Marcatori | 67’ Manduca 82’ (rig.) Solari |

#### Tabella riassuntiva
| Squadra 1    | Totale | Squadra 2     | Andata | Ritorno |
| ------------ | ------ | ------------- | ------ | ------- |
| APOEL        | 2 - 8  | Real Madrid   | 0 - 3  | 2 - 5   |
| O. Marsiglia | 0 - 4  | Bayern Monaco | 0 - 2  | 0 - 2   |
| Benfica      | 1 - 3  | Chelsea       | 0 - 1  | 1 - 2   |
| Milan        | 1 - 3  | Barcellona    | 0 - 0  | 1 - 3   |

## Semifinali

### Riassunto delle partite
All'Allianz Arena, il Bayern Monaco batte il Real Madrid per 2-1: i padroni di casa si portano avanti al 17' con Ribéry, ma vengono raggiunti dagli ospiti al 53' in virtù del gol di Özil. Proprio quando la partita sembra avviarsi verso la sua naturale conclusione, i tedeschi trovano la rete del sorpasso al 90' con Gómez, alla dodicesima marcatura complessiva nel torneo. Nella gara di ritorno al Bernabéu, gli spagnoli partono invece fortissimo e dopo sei minuti di gioco sono già avanti grazie al gol di Cristiano Ronaldo su calcio di rigore, concesso dall'arbitro Kassai per un tocco di mano di Alaba sul tiro al volo di Di María. I madridisti raddoppiano tuttavia al 14' nuovamente con Ronaldo, il quale firma la doppietta personale che ribalta temporaneamente il discorso qualificazione. Al 27', i bavaresi tornano però in partita con la rete di Robben su calcio di rigore, fischiato dall'arbitro ungherese per una trattenuta di Pepe ai danni di Gómez, che fissa difatti la vittoria del Real Madrid per 2-1, ma dilunga prima il confronto ai tempi supplementari e poi ai tiri di rigore sul risultato complessivo di 3-3. Dal dischetto, il Bayern Monaco prevale per 3-1 in virtù degli errori spagnoli di Ronaldo, Kaká e Sergio Ramos (i primi due tentativi vengono neutralizzati da Neuer, mentre il terzo finisce alto sopra la traversa), che consentono così a Schweinsteiger di spiazzare il portiere avversario Casillas e di permettere ai tedeschi di accedere alla loro nona finale nella manifestazione, a distanza di due anni dall'ultima disputata.
Allo Stamford Bridge, il Chelsea sconfigge i campioni in carica del Barcellona per 1-0 grazie alla rete di Drogba in pieno recupero del primo tempo; con gli ospiti che sfiorano il pari dopo aver colpito un palo e una traversa. Nel match di ritorno al Camp Nou, gli spagnoli passano prima avanti al 35' con Busquets e poi raddoppiano al 43' con Iniesta, approfittando anche dell'espulsione avversaria di Terry, comminata dall'arbitro Çakır per un intervento scomposto ai danni di Sánchez. Nonostante l'inferiorità numerica, gli inglesi riescono ad accorciare le distanze con il gol di Ramires allo scadere della prima frazione di gioco, il quale si avventa in profondità e supera il portiere Valdés con un pregevole pallonetto. Ad inizio ripresa, l'arbitro turco punisce un intervento di Drogba su Messi con il calcio di rigore, ma lo stesso attaccante argentino spreca l'opportunità di segnare un ulteriore rete, calciando in pieno sulla traversa. Dopo che i padroni di casa colpiscono nuovamente un palo con Messi verso la fine della partita, i londinesi agguantano addirittura il pareggio al 91' con Torres, che finalizza un perfetto contropiede e dribbla Valdés per poi depositare comodamente in rete il gol del 2-2, consentendo così al Chelsea di eliminare i detentori del trofeo con un aggregato totale di 3-2 e di accedere alla sua seconda finale nella competizione dopo quattro anni dall'ultima disputata.

#### Andata
| Arbitro: | Webb |

|                      |           |          |
| Ribéry 17’ Gómez 90’ | Marcatori | 53’ Özil |

| Arbitro: | Brych |

|              |           |  |
| Drogba 45+2’ | Marcatori |  |

#### Ritorno
| Arbitro: | Çakır |

|                          |           |                            |
| Busquets 35’ Iniesta 43’ | Marcatori | 45+1’ Ramires 90+1’ Torres |

| Arbitro: | Kassai |

|                                                 |                      |                                       |
| Cristiano Ronaldo 6’ (rig.), 14’                | Marcatori            | 27’ (rig.) Robben                     |
| Cristiano Ronaldo Kaká Xabi Alonso Sergio Ramos | Tiri di rigore 1 – 3 | Alaba Gómez Kroos Lahm Schweinsteiger |

#### Tabella riassuntiva
| Squadra 1     | Totale          | Squadra 2   | Andata | Ritorno     |
| ------------- | --------------- | ----------- | ------ | ----------- |
| Bayern Monaco | 3 - 3 (3-1 dcr) | Real Madrid | 2 - 1  | 1 - 2 (dts) |
| Chelsea       | 3 - 2           | Barcellona  | 1 - 0  | 2 - 2       |

### Finale
| Arbitro: | Proença |

|                                      |                      |                                     |
| Müller 83’                           | Marcatori            | 88’ Drogba                          |
| Lahm Gómez Neuer Olić Schweinsteiger | Tiri di rigore 3 – 4 | Mata David Luiz Lampard Cole Drogba |

| - | Bayern Monaco | Chelsea |

| BAYERN MONACO: |    |                        |    |     |
|                |    |                        |    |     |
| P              | 1  | Manuel Neuer           |    |     |
| TD             | 21 | Philipp Lahm (C)       |    |     |
| DC             | 17 | Jérôme Boateng         |    |     |
| DC             | 44 | Anatoliy Tymoshchuk    |    |     |
| TS             | 26 | Diego Contento         |    |     |
| CC             | 31 | Bastian Schweinsteiger | 2’ |     |
| CC             | 39 | Toni Kroos             |    |     |
| CLD            | 10 | Arjen Robben           |    |     |
| CLS            | 7  | Franck Ribéry          |    | 97’ |
| TRQ            | 25 | Thomas Müller          |    | 87’ |
| ATT            | 33 | Mario Gómez            |    |     |
| Sostituti:     |    |                        |    |     |
| P              | 22 | Hans-Jörg Butt         |    |     |
| D              | 5  | Daniel Van Buyten      |    | 87’ |
| D              | 13 | Rafinha                |    |     |
| C              | 14 | Takashi Usami          |    |     |
| C              | 23 | Danijel Pranjić        |    |     |
| A              | 9  | Nils Petersen          |    |     |
| A              | 11 | Ivica Olić             |    | 97’ |
| Allenatore:    |    |                        |    |     |
| Jupp Heynckes  |    |                        |    |     |

| CHELSEA:          |    |                   |     |          |
|                   |    |                   |     |          |
| P                 | 1  | Petr Čech         |     |          |
| TD                | 17 | José Bosingwa     |     |          |
| DC                | 4  | David Luiz        | 86’ |          |
| DC                | 24 | Gary Cahill       |     |          |
| TS                | 3  | Ashley Cole       | 81’ |          |
| MED               | 12 | Mikel John Obi    |     |          |
| CC                | 8  | Frank Lampard (C) |     |          |
| CLD               | 21 | Salomon Kalou     |     | 84’      |
| TRQ               | 10 | Juan Manuel Mata  |     |          |
| CLS               | 34 | Ryan Bertrand     |     | 73’      |
| ATT               | 11 | Didier Drogba     | 93’ |          |
| Sostituti:        |    |                   |     |          |
| P                 | 22 | Ross Turnbull     |     |          |
| D                 | 19 | Paulo Ferreira    |     |          |
| C                 | 5  | Michael Essien    |     |          |
| C                 | 6  | Oriol Romeu       |     |          |
| C                 | 15 | Florent Malouda   |     | 73’      |
| A                 | 23 | Daniel Sturridge  |     |          |
| A                 | 9  | Fernando Torres   |     | 120’ 84’ |
| Allenatore:       |    |                   |     |          |
| Roberto Di Matteo |    |                   |     |          |

| Uomo partita UEFA: Didier Drogba Uomo partita dei tifosi: Petr Čech Assistenti: Bertino Miranda Ricardo Santos 4º ufficiale: Carlos Velasco Carballo Altri assistenti: Manuel De Sousa Duarte Gomes |